# Basílica de Santa Pudenciana
Santa Pudenciana és una basílica catòlica del segle V que es troba a Roma a través d'Urbana (l'antic vicus Patricius), al barri de Monti. Església Nacional dels Filipins, està dedicada a santa Pudenciana, germana de santa Praxedis i filla del senador romà Pudent.

## Història
Durant segles es va pensar que aquesta era l'església cristiana més antiga de Roma: l'església hauria estat construïda a la domus del senador Pudent, situada a nou metres per sota de la basílica. Pudent, amb les seves dues filles Pudenciana i Praxedis, hauria estat convertit per l'apòstol Pere que hauria residit set anys a casa de l'amic.
L'origen i la datació de l'església, encara que molt antigues, encara estan en discussió. Els treballs de restauració, duts a terme en els anys quaranta, va donar lloc a diferents conclusions respecte a la versió tradicional: les estructures de l'església formarien part de les termes romanes de Novato del segle ii, un segle després de l'arribada de Pedro i la transformació dels banys en una església hi hauria ocorregut a la fi del segle iv, sota el papat de Sirici. Estudis recents, al contrari, argumenten que la ubicació d'un edifici termal ha de considerar-se infundada, ja que no es van trobar conques, aqüífers i, sobretot, piles, artefactes típics d'un edifici d'aquest tipus.
El nom de Pudenciana apareix al Martyrologium Hieronymianum el 19 de maig i en el catàleg del cementiri Priscilla, on la santa està enterrada juntament amb la seva germana Praxedir.
El cos de la basílica és en gran manera el resultat d'una restauració del segle xvi. A finals del segle IV l'edifici s'havia transformat en una església amb un pòrtic. En els actes del sínode del 499, l'església pertanyia al titulus Pudentis. El campanar es va afegir al segle xiii i es va construir una volta de la nau lateral esquerra. Els treballs de restauració acabats el 1588 van modificar l'estructura de l'església per la demolició del pòrtic, eliminant el cor medieval i la construcció de pilars per enfortir les columnes.

## Arquitectura i decoració
La façana va ser restaurada el 1870 per voluntat del cardenal titular Lucien-Louis-Joseph-Napoléon Bonaparte, nebot de Napoleó. El campanar romànic de 5 ordres es va construir al segle xiii.
Originalment amb tres naus, va ser restaurada amb una sola nau en 1588 per Francesco Capriani anomenat Volterra, encarregat pel cardenal Enrico Caetani. La cúpula, també de Capriani, està pintada al fresc per Niccolò Circignani el Pomarancio (Àngels i sants davant de Crist).
Les obres interiors de Bernardino Nocchi, Giovan Battista Della Porta (Crist lliurant les claus del Cel a Sant Pere), Tamburini Achille (Crucifix de bronze), Lazzaro Baldi (Nativitat i Nativitat de Maria), Carlo Maderno (Capella Caetani Capella) i altres.

### El mosaic de l'absis

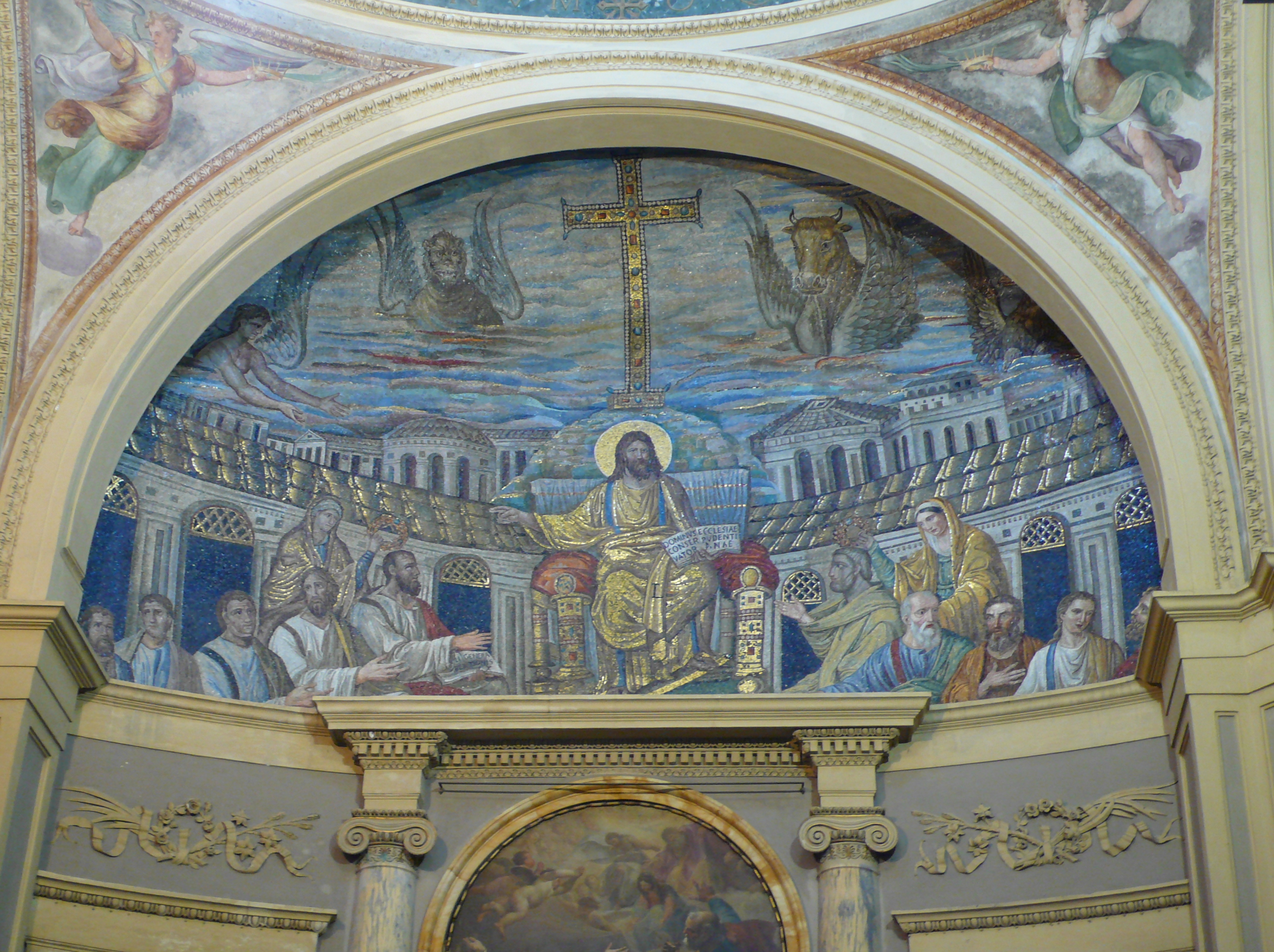
El mosaic de l'absis

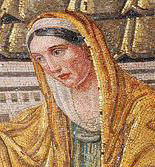
Santa Pudenciana representada al mosaic

El mosaic de l'absis, que representa Crist envoltat dels apòstols, es remunta a l'any 390, però no és el mosaic absidal més antic supervivent de l'època roma, una primacia que pertany als dos absis de Santa Constança (360). Una part del mosaic va ser destruïda durant els treballs de restauració de Francesco Capriani anomenat el Volterra, que van sacrificar una part de la zona inferior, que afectava les figures d'alguns apòstols, i potser un Agnus Dei que està reportat per alguns dibuixos del segle xvi.
Al mosaic està representat el Crist entronitzat envoltat dels apòstols (només n'hi ha deu, els altres probablement van desaparèixer amb les renovacions del segle xvi) i dues dones que li donen una corona cadascuna, la identitat de les quals és objecte de discussió: d'acord amb alguns serien les santes Pudenciana i Praxedis, filles de Pudent; segons altres, representarien l'"Església" i la "Sinagoga", és a dir, els temples dels cristians i jueus; segons una tercera interpretació, les dues figures al·legòriques serien l'Església dels hebreus i l'Església dels Gentils oferint corones a Crist, com es feia als emperadors romans. Només la figura de Crist té l'aurèola, i té a la mà un llibre obert, sobre el qual destaca la inscripció DOMINUS CONSERVATOR ECCLESIAE PUDENTIANAE.
Les figures estan dretes davant d'un pòrtic, darrere del qual es pot veure el perfil d'una ciutat, que podria identificar-se amb Jerusalem, a la que es veuen les esglésies construïdes per Constantí el Gran. Aquesta interpretació es fa plausible, per la presència, al centre del mosaic, d'una creu coberta amb gemmes que, segons la tradició, va ser erigida per l'emperador Teodosi II el 416 en el Gòlgota, en la memòria probablement una aparició miraculosa de la creu. Al costat de la Creu es destaquen en un cel animat per núvols roses i blaus els quatre Vivents de l'Apocalipsi (l'àngel, el bou, el lleó i l'àguila), una de les representacions més antigues del Tetramorf que ens ha arribat en una seu monumental.
Es parla del significat que el mestre d'aquest mosaic, artista de gran imaginació i poder comunicatiu, volia oferir muntant tant símbols i elements iconogràfics. Sens dubte, preval un significat relacionat amb el mestre cristià, o amb el filòsof del Crist, si no amb el rei Crist, discutible per una comparació amb la iconografia de l'època. Probable, donada també l'ordre dels quatre símbols del Tetramorf, la ment iconogràfica que va elaborar aquest mosaic estava vinculat als cercles culturals que es movien al voltant de sant Jeroni: l'ordre dels quatre Vivents és, de fet, el que apareix en el comentari de Sant Jeroni dirigit a Orígenes, que al seu torn va comentar la profecia d'Ezequiel. En general és clara al·lusió a Crist com la font de la salvació, en relació amb la segona vinguda (el Tetramorf) i la protecció donada a l'església construïda sobre la domus de Pudent.

## El títol cardenalici
El títol cardenalici de Santa Pudenziana va ser creat al voltant del 112 pel Papa Alexandre I, en substitució del de San Pudente, que existia sobre el lloc on s'hauria aturat al voltant del 42 sant Pere. El 160, el papa Pius I creà una església a l'oratori i l'assignà al seu amic Pastor.
Al segle iv l'església va ser reconstruïda pel papa Sirici. El títol Pudentiana aparegué per primera vegada una inscripció del 384 i, a continuació, reaparegué al sínode romà del 595 sota el nom de Pudentis. A les biografies del papa Adrià I i del papa Lleó III, contingudes al Liber pontificalis, el títol és referit com a Prudentiis et Pudentianae. Segons el catàleg de Pietro Mallio, realitzat sota el pontificat el papa Alexandre III, aquest títol, senyalat com a Sanctae Potentianae, era llegat a la basílica de Santa Maria la Major i, els seus sacerdots hi celebraven la missa per torn. Una llista del 1492 l'anomena així però, a partir del segle xvi, el títol ja ha estat conegut amb el nom de Santa Pudenziana

### Titulars
- Sirici (abans del 384 - 11 de desembre de 384 elegit papa)
- Asterio (494 - ?)
- Basso (590 - ?)
- Sergio (745 - ?)
- Romano (805 - abans del 853)
- Romano (853 - ?)
- Benedetto (1077 - abans del 1099)
- Ottone (1099 - abans del 1105)
- Giovanni (1105 - vers 1113)
- Corrado (1113 - vers 1130)
  - Giovanni Dauferio, pseudocardenal de l'antipapa Anaclet II (1130 - vers 1135)
- Griffone (1135 - 22 d'abril de 1139 renuncià)
- Prevere (1139 - 1140 mort)
- Pietro (1140 - 1144 mort)
- Guido Clemente Cybo (desembre de 1144 - 1159 ? mort)
- Gerardo (de febrer de 1159 - vers 1164 mort)
- Boso Breakspear (o Boson), E.B.C. (1165 - 1181 mort)
- Paolo Scolari (1180 - desembre de 1180 nomenat cardenal bisbe de Palestrina)
- Roberto (1180 - abans del 1188)
- Giordano dei conti di Ceccano, O.Cist. (12 de març de 1188 - 23 de març de 1206 mort)
- Pietro Sasso (o Sassi, o Saxonis) (1205 - 1219 mort)
- Barthélemy (18 de setembre de 1227 - 15 de març de 1231 mort)
- Girolamo Masci, O.Min. (12 de març de 1278 - 12 d'abril de 1281 nomenat cardenal bisbe de Palestrina)
- Robert de Pontigny, O.Cist. (18 de setembre de 1294 - 9 d'octubre de 1305 mort)
- Guillaume Ruffat des Forges (1306 - 24 de febrer de 1311 mort)
- Raymond de Saint-Sever, O. S. B.Clun. (23 de desembre de 1312 - 19 de juliol de 1317 mort)
- Pierre des Prés (1320 - 25 de maig de 1323 nomenat cardenal bisbe de Palestrina)
- Rainolfo de Monteruc (o de Gorza, o de la Gorse) (18 de setembre de 1378 - 15 d'agost de 1382 mort)
- Marino del Giudice (vers 1383 - 11 de gener de 1386 mort)
  - Bertrande de Chanac (9 de març de 1386 - 21 de maig de 1401 mort), pseudocardenal de l'antipapa Climent VII
- Bartolomeo Oleario, O.F.M. (18 de desembre de 1389 - 16 d'abril de 1396 mort)
- Angelo d'Anna de Sommariva, O.S.B.Cam. (maig de 1396 - 23 de setembre de 1412 nomenat cardenal bisbe de Palestrina)
  - Ot de Montcada i de Luna (2 d'octubre de 1440 - 13 d'abril de 1445, renuncià), pseudocardenal de l'antipapa Fèlix V
- Guillaume d'Estouteville (1459 - ?)[5]
- Guillaume Briçonnet (19 de gener de 1495 - 17 de setembre de 1507 nomenat cardenal bisbe de Albano)
- Pietro Isvalies (o Isuales, o Isuali, o Isuagles, o Suaglio) (18 d'agost de 1507 - 22 de setembre de 1511 mort)
- Matteo Schiner (22 de setembre de 1511 - 30 de setembre de 1522 mort)
- Gianvincenzo Carafa (27 d'abril de 1528 - 23 de juliol de 1537 nomenat cardenal prevere de Santa Prisca)
- Rodolfo Pio (23 de juliol de 1537 - 28 de novembre de 1537 nomenat cardenal prevere de Santa Prisca)
- Ascanio Parisani (28 de gener de 1540 - 3 d'abril de 1549 mort)
- Giovanni Angelo de' Medici (10 de maig de 1549 - 1 de setembre de 1550 nomenat cardenal prevere de Sant'Anastasia)
- Giovanni Angelo de' Medici (23 de març de 1552 - 11 de desembre de 1553 nomenat cardenal prevere de Santo Stefano al Monte Celio)
- Scipione Rebiba (24 de gener de 1556 - 7 de febrer de 1565 nomenat cardenal prevere de Sant'Anastasia)
- Francisco Pacheco de Villena, diaconia pro illa vice (7 de febrer de 1565 - 17 de novembre de 1565 nomenat cardenal prevere de Santa Croce in Gerusalemme)
- Giovanni Francesco Gambara (17 de novembre de 1565 - 3 de juliol de 1570 nomenat cardenal prevere de Santa Prisca)
- Paolo Burali d'Arezzo, C.R. (20 de novembre de 1570 - 17 de juny de 1578 mort)
- Claude de la Baume (24 d'agost de 1580 - 14 de juny de 1584 mort)
- Enrico Caetani (15 de gener de 1586 - 13 de desembre de 1599 mort)
- Ascanio Colonna (15 de desembre de 1599 - 30 de gener de 1606 nomenat cardenal prevere de Santa Croce in Gerusalemme)
- Innocenzo Del Bufalo-Cancellieri (30 de gener de 1606 - 19 de novembre de 1607 nomenat cardenal prevere dei Santi Nereo e Achilleo)
- Bonifazio Caetani (19 de novembre de 1607 - 24 de juny de 1617 mort)
- Roberto Ubaldini (3 de juliol de 1617 - 17 de maig de 1621 nomenat cardenal prevere de Sant'Alessio)
- Antonio Caetani (17 de maig de 1621 - 17 de març de 1624 mort)
- Luigi Caetani (1626 - 1642)
- Alderano Cybo-Malaspina (24 d'abril de 1645 - 30 de gener de 1668 nomenat cardenal prevere de Santa Prassede)
- Rinaldo d'Este (12 de març de 1668 - 18 de març de 1671 nomenat cardenal prevere de San Lorenzo in Lucina)
- Gaspare Carpegna (18 de març de 1671 - 14 de novembre de 1672 nomenat cardenal prevere de San Silvestro in Capite)
- Girolamo Gastaldi (17 de juliol de 1673 - 13 de setembre de 1677 nomenat cardenal prevere de Sant'Anastasia)
- Vacante (1677 - 1696)
- Federico Caccia (13 d'agost de 1696 - 14 de gener de 1699 mort)
- Giovanni Maria Gabrielli, O.Cist. (3 de febrer de 1700 - 17 de setembre de 1711 mort)
- Vacant (1711 - 1716)
- Ferdinando Nuzzi (5 de febrer de 1716 - 1 de desembre de 1717 mort)
- Vacant (1717 - 1721)
- Carlos Borja Centellas y Ponce de León (21 de juny de 1721 - 8 d'agost de 1733 mort)
- Giuseppe Spinelli (14 de març de 1735 - 25 de setembre de 1752 nomenat cardenal prevere de Santa Maria in Trastevere)
- Antonino Sersale (20 de maig de 1754 - 24 de juny de 1775 mort)
- Andrea Gioannetti, O.S.B.Cam. (30 de març de 1778 - 8 d'abril de 1800 mort)
- Lorenzo Litta (23 de desembre de 1801 - 26 de setembre de 1814 nomenat cardenal bisbe de Sabina)
- Vacant (1814 - 1818)
- Fabrizio Sceberras Testaferrata (25 de maig de 1818 - 3 d'agost de 1843 mort)
- Tommaso Pasquale Gizzi (25 de gener de 1844 - 3 de juny de 1849 mort)
- Nicholas Patrick Stephen Wiseman (3 d'octubre de 1850 - 15 de febrer de 1865 mort)
- Lucien-Louis-Joseph-Napoléon Bonaparte (16 de març de 1868 - 19 de setembre de 1879 nomenat cardenal prevere de San Lorenzo in Lucina)
- Domenico Sanguigni (27 de febrer de 1880 - 20 de novembre de 1882 mort)
- Włodzimierz Czacki (15 de març de 1883 - 8 de març de 1888 mort)
- Giuseppe Benedetto Dusmet, O.S.B.Cas. (14 de febrer de 1889 - 4 d'abril de 1894 mort)
- Victor-Lucien-Sulpice Lécot (21 de maig de 1894 - 19 de desembre de 1908 mort)
- Francis Alphonsus Bourne (30 de novembre de 1911 - 1 de gener de 1935 mort)
- Luigi Maglione (18 de juny de 1936 - 22 d'agost de 1944 mort)
- Jules-Géraud Saliège (17 de maig de 1946 - 5 de novembre de 1956 mort)
- Alberto di Jorio, diaconia pro illa vice (18 de desembre de 1958 - 26 de juny de 1967); (26 de juny de 1967 - 5 de setembre de 1979 mort)
- Vacante (1979 - 1983)
- Joachim Meisner (2 de febrer de 1983 - 5 de juliol de 2017 mort)
- Thomas Aquino Manyo Maeda, des del 28 de juny de 2018